# Bill Frist

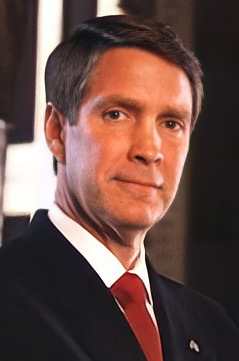
Bill Frist

William Harrison „Bill“ Frist (* 22. Februar 1952 in Nashville, Tennessee) ist ein amerikanischer Politiker der Republikanischen Partei. Der Herzchirurg vertrat den Bundesstaat Tennessee von 1995 bis 2007 im Senat der Vereinigten Staaten. Von 2003 bis 2007 amtierte er als Mehrheitsführer im Senat und wurde oft als potenzieller Kandidat der Republikaner für die Präsidentschaftswahl 2008 genannt.

## Familie, Ausbildung und Beruf
Bill Frist ist der bei weitem jüngste von drei Söhnen und zwei Töchtern des Arztes Thomas Fearn Frist, der 1968 Mitgründer der Hospital Corporation of America war und das Unternehmen lange leitete. Die New York Times bezeichnete ihn in ihrem Nachruf als den „Vater des modernen kommerziellen Krankenhaussystems“. Bill Frists Ur-Ur-Großvater war einer der 53 ersten Siedler in Chattanooga gewesen. Er studierte zuerst an der Princeton University und machte 1972 ein Praktikum bei einem Kongressabgeordneten. 1974 erhielt er dort den Bachelor of Arts in Gesundheitspolitik. 1978 erwarb er den Doktorgrad der Medizin an der Harvard University. Danach war er an verschiedenen Kliniken Englands und der USA als Chirurg tätig. Er spezialisierte sich als Herzchirurg, baute an der Vanderbilt University das Transplantationsprogramm neu auf und führte mehr als 200 Herz- und Lungenverpflanzungen durch.
Frist war ab 1981 mit der Texanerin Karyn McLaughlin verheiratet; sie haben drei Söhne. Nach der Scheidung 2012 heiratete er 2015 erneut. Er lebt in Nashville (Tennessee) und ist Presbyterianer.

## Politische Laufbahn
Frist hatte lange kein Interesse an Politik und wählte erstmals 1992 mit 36 Jahren. In diesem Jahr wurde er vom damaligen Gouverneur Tennessees, Ned McWherter, in eine Kommission berufen, um die Kosten für Medicaid im Bundesstaat einzudämmen.

### Senator mit Schwerpunkt Gesundheitspolitik
Bei der Wahl 1994 wurde Frist in den US-Senat gewählt, indem er den langjährigen demokratischen Mandatsinhaber Jim Sasser mit einem Vorsprung von 14 Prozentpunkten schlug. Sein – durch Investition eigener Mittel in Höhe von 3,5 Millionen Dollar unterstützter – Sieg gegen den gut vernetzten, als politisches Schwergewicht geltenden Sasser galt als Sensation. Nach seinem Sieg, dem einzigen gegen einen langjährigen Mandatsinhaber in dem Jahr und dem ersten eines praktizierenden Arztes seit 1928, schaffte er es auf das Titelbild der Zeitschrift Time. Er trennte sich nicht von seinen Anteilen am Familienunternehmen, sondern gab diese in einen Blind Trust. Neben eigenen Mitteln suchte er finanzielle Unterstützung für Wahlkämpfe vor allem bei Pharmaunternehmen.
Frist trat sein Mandat am 3. Januar 1995 an. Er gehörte von Beginn an dem Ausschuss für Handel, Wissenschaft und Transport und den Ausschüssen für Banken und Wohnraum, Haushalt, Außenbeziehungen und Arbeit an. Sein Aufstieg in die Parteiführung begann 1999, als er stellvertretender Whip der republikanischen Senatsfraktion wurde. Im Präsidentschaftswahlkampf 2000 war Frist der Verbindungsmann für den republikanischen Kandidaten George W. Bush in den Senat; nach dessen Wahlsieg beriet Frist Bushs Transitionsteam.
Bei Frists eigener Wiederwahl im November 2000 errang er 65 zu 32 Prozent der Stimmen gegen den Demokraten Jeff Clark und damit die höchste Stimmenzahl in der Geschichte des Bundesstaates Tennessee. Wegen der Umstände der Finanzierung seines Wahlkampfes sah er sich jedoch dem Vorwurf der Korruption ausgesetzt. Als Vorsitzender des National Republican Senatorial Committee von 2001 bis 2003 war Frist dafür zuständig, geeignete Kandidaten für Senatswahlkämpfe zu finden, Spenden einzuwerben und zu verteilen. Es gelang ihm bei der Senatswahl 2002, in diesem Gremium eine Mehrheit für die Republikaner zu gewinnen. In dieser Position arbeitete er eng mit dem Weißen Haus unter Präsident George W. Bush zusammen. Dieser hatte schon im Wahlkampf erwogen, Frist zu seinem Running Mate und Kandidaten für die Vizepräsidentschaft zu machen, aber Dick Cheney vorgezogen. Vor der Präsidentschaftswahl 2004 wurde vielfach darüber spekuliert, ob Frist Cheney als Vizepräsident ersetzen würde, um einen geeigneten Nachfolger für die Wahl 2008 zu haben.

### Mehrheitsführer 2003 bis 2007
Vom 23. Dezember 2003 an war er als Mehrheitsführer (Senate Majority Leader) Vorsitzender der republikanischen Fraktion und saß unter anderem im Geschäftsordnungsausschuss. Für diese Führungsposition wurde er wegen seiner Arbeitsmoral, Verbindungen zum Weißen Haus und seines Erfolges bei den Wahlen 2002 als geeignet gesehen, obwohl er der unerfahrenste Politiker war, der jemals dieses Amt bekleidet hat. Sein Führungsstil wurde von manchen Beobachtern als reserviert und abgehoben kritisiert und seine Eigenständigkeit bezweifelt. Wegen Blockaden von Personalvorschlägen durch die Demokraten erwog Frist gegen starken Widerstand, die Tradition des Filibuster aufzuheben („nuclear option“). Demokraten bezeichneten das Vorhaben als Amtsmissbrauch und Respektlosigkeit vor den Traditionen des Senats. Als Erfolge Frists gelten eine Ausweitung von Medicaid bei verschreibungspflichtigen Medikamenten und die Bestätigung zweier konservativer Richter für den Obersten Gerichtshof, John Roberts und Samuel Alito.
Aufsehen erregte sein Umgang mit dem Fall der Komapatientin Terry Schiavo. Vor dem Senatsplenum erklärte Frist 2005, aufgrund eines einstündigen Videos, das Schiavos Zustand aufgezeichnet hatte, fechte er die Diagnose der Ärzte an, dass sie sich im Wachkoma befinde. Diese Ferndiagnose wurde weithin als unzureichend abgelehnt, zumal sich die Diagnose der Ärzte nach Schiavos Tod als richtig herausstellte.
Viele politische Beobachter nannten Frist als möglichen Kandidaten der Republikaner für das Amt des US-Präsidenten, nachdem er die Testabstimmung während eines republikanischen Parteitags 2006 gewonnen hatte. Am 29. November 2006 gab er jedoch bekannt, nicht für die Präsidentschaft zu kandidieren. Als Begründung nannte er seine engen Verbindungen zur unbeliebten Regierung Bush. Bei der Senatswahl 2006 trat er – gemäß seinem ursprünglichen Versprechen – nicht wieder an und schied daher am 3. Januar 2007 aus dem Senat aus. In sein Mandat folgte ihm sein Parteifreund Bob Corker.

### Späteres Engagement
Frist überlegte 2010, bei der Gouverneurswahl in Tennessee anzutreten, entschied sich aber dagegen. Er engagiert sich seitdem öffentlich und mittels Non-Profit-Organisationen für die Themen Bildung und Gesundheit und hat ein nochmaliges Antreten für ein politisches Amt nicht ausgeschlossen. In einem Gastbeitrag für die Washington Post mahnte Frist im Juli 2018 die derzeitigen Senatoren der Republikaner, das Land über die Partei zu stellen; sie sollten die Sonderermittlung zu mutmaßlichen Russlandverbindungen Donald Trumps im Wahlkampf 2016 durch Robert Mueller und damit die Integrität der Demokratie und die Rechtsstaatlichkeit schützen.

## Positionen
Generell werden Frist konservative Positionen bescheinigt; sein Fokus liegt auf der Gesundheitspolitik. So war er 1997 führend daran beteiligt, ein Verbot des Klonens von Menschen zu erlassen. 1998/99 gehörte er der National Bipartisan Commission on the Future of Medicare an, in der Reformen des Gesundheitswesens konzipiert wurden. Frist spricht sich etwa gegen Schwangerschaftsabbruch außer in den Fällen aus, die im Hyde Amendment vorgesehen sind. Die American Conservative Union bescheinigte ihm 2003 eine Übereinstimmung von 88 Prozent (Trent Lott: 93 Prozent). Nach George W. Bushs Wahlsieg galt Frist als einer seiner wichtigsten Verbündeten bei der Implementierung eines „mitfühlenden Konservatismus“ („compassionate conservatism“), die etwa zum No Child Left Behind Act führte. Frist, der sich persönlich in Afrika gegen die Ausbreitung von AIDS engagiert und durch ärztliche Notfallmaßnahmen in Washington mehrere Leben rettete, wurde deshalb teilweise auch als moderate Stimme der politischen Mitte bezeichnet. Newsweek bescheinigte ihm Ende 2002, er verfüge durch diese persönlichen Qualitäten über eine der „größten Goldgruben für Öffentlichkeitsarbeit der heutigen Zeit“. Auch durch seine wissenschaftliche Ausbildung und Herangehensweise unterscheide er sich von den hergebrachten Konservativen.
In der Stammzelldebatte löste sich Frist von deren Ablehnung durch Präsident Bush. Frist setzte sich im Jahr 2009 von der Parteilinie der Republikaner ab, als er während der Diskussionen um die Zukunft des Gesundheitssystems dazu aufrief, die von Obama eingebrachte tiefgreifende Reform Obamacare zu unterstützen. Nachdem die Republikaner – insbesondere dank ihrer Ablehnung von Obamacare – die Wahlen in den Vereinigten Staaten 2010 gewonnen hatten, forderte Frist seine Parteifreunde dazu auf, statt sich um eine Abschaffung zu bemühen, das Gesetz zu akzeptieren und damit zu arbeiten. Im Februar 2015 forderte er gemeinsam mit Hillary Clinton, die Krankenversicherung für Kinder müsse weiter gefördert werden.

## Schriften
- Transplant: A Heart Surgeon’s Account of the Life-And-Death Dramas of the New Medicine. Atlantic Monthly Press, New York 1989, ISBN 0-87113-322-9 (Rezension, Rezension).
- mit J. Harold Helderman (Hrsg.): Grand Rounds in Transplantation. Chapman & Hall, New York 1995, ISBN 0-412-04271-1.
- mit J. Lee Annis Jr.: Tennessee Senators 1911–2001: Portraits of Leadership in a Century of Change. Madison Books, Lanham, MD 1999, ISBN 1-56833-120-7.
- When Every Moment Counts: What You Need to Know About Bioterrorism From the Senate’s Only Doctor. Rowman & Littlefield, Lanham, MD 2002, ISBN 978-0-7425-2245-9 (Rezension, Rezension).
- Bill Frist: A Senator Speaks Out on Ethics, Respect, And Compassion. Monument Press, Washington, DC 2005, ISBN 0-9769668-3-2.
- A Heart to Serve. The Passion to Bring Health, Hope, and Healing. Center Street, New York 2009, ISBN 978-1-59995-146-1.
- mit Manish K. Sethi (Hrsg.): An Introduction to Health Policy: A Primer for Physicians and Medical Students. Springer, New York 2013, ISBN 978-1-4614-7735-8.

## Belege
1. ↑  Amy Goldstein: Frist Kept His Eyes on the Prize. Porträt. In: The Washington Post, 12. Januar 2003 (englisch).
2. ↑  Kenneth N. Gilpin: Dr. Thomas Frist Sr., HCA Founder, Dies at 87. In: The New York Times, 8. Januar 1998.
3. 1 2 3  Bill Frist Fast Facts. In: CNN.com, 20. August 2013
4. 1 2  William H. Frist, MD, FACS. (Memento vom 24. März 2018 im Internet Archive) In: Vanderbilt.edu (englisch).
5. ↑  Emily Heil: Former Senate leader Bill Frist weds Tracy Roberts. In: The Washington Post, 1. Juni 2015.
6. ↑  Getahn Ward: Gulch developers project big changes for area by 2030. In: The Tennessean, 4. Mai 2014.
7. 1 2  Michael Kranish: First responder (Memento vom 1. November 2002 im Internet Archive). Porträt. In: The Boston Globe, 27. Oktober 2002.
8. 1 2 3 4 5 6  Mark Byrnes: William H. Frist. In: The Tennessee Encyclopedia of History and Culture, 25. Dezember 2009, zuletzt aktualisiert 2011.
9. ↑  David Beiler: Surgical precision: how Senate power Jim Sasser was stomped by a political novice in Tennessee (Memento vom 11. Februar 2006 im Internet Archive). In: Find Articles, April 1995.
10. ↑  David Grann: The Price of Power. Porträt. In: The New York Times, 11. Mai 2003 (englisch).
11. ↑  Vladimir Shlapentokh, Joshua Woods: Feudal America. Pennsylvania State University, 2011, S. 37.
12. ↑  John Byrne: Letter: Frist Schiavo diagnosis being reviewed in Tennessee. In: Raw Story, 30. Juni 2005
13. ↑  Anne E. Kornblut: Schiavo Autopsy Renews Debate on G.O.P. Actions. In: The New York Times, 16. Juni 2005.
14. 1 2  Erik Schelzig: Bill and Karyn Frist end marriage after 31 years. In: Deseret News, 10. September 2012 (englisch; Material der Associated Press).
15. ↑  Bill Frist: The Senate I led put country over party. This one must do the same for Robert Mueller. In: The Washington Post, 6. Juli 2018.
16. ↑  Bill Frist. In: OnTheIssues.org (englisch).
17. ↑  Eleanor Clift: Capitol Letter: Will Bill Frist Remain Saintly? In: Newsweek, 26. Dezember 2002
18. ↑  Who is Bill Frist? In: World Magazine, Januar 2003.
19. ↑  David Welna: Frist Defies Bush on Stem-Cell Funding. In: National Public Radio, 29. Juli 2005.
20. ↑  Karen Tumulty: Bill Frist on Health Bill: I’d Vote For It. In: Time, 2. Oktober 2009.
21. ↑  Sam Stein: Bill Frist: Health Care Is ‘Law Of The Land,’ GOP Should Drop Repeal And Build On It. In: The Huffington Post, 18. Januar 2011.

| Personendaten    | Personendaten                                |
| ---------------- | -------------------------------------------- |
| NAME             | Frist, Bill                                  |
| ALTERNATIVNAMEN  | Frist, William Harrison (vollständiger Name) |
| KURZBESCHREIBUNG | amerikanischer Politiker                     |
| GEBURTSDATUM     | 22. Februar 1952                             |
| GEBURTSORT       | Nashville, Tennessee                         |